# Daria Kasperska
Daria Kasperska (ur. 27 września 1983) – polska piłkarka grająca na pozycji obrońcy.
Zawodniczka Czarnych Sosnowiec (finalistka Pucharu Polski 2004/2005), Gola Częstochowa, następnie Unii Racibórz, a obecnie Pogoni Women Szczecin.
W reprezentacji Polski debiutowała 27 marca 2004. Rozegrała w niej 15 meczów, m.in. w eliminacjach do MŚ 2007 (3 mecze) oraz kwalifikacjach do Mistrzostw Europy 2005 i Mistrzostw Europy 2009.